# Ana Giménez Adelantado
Ana Giménez Adelantado (Castelló de la Plana, 5 de març de 1962) és professora de sociologia a la Universitat Jaume I.
Va estudiar filosofia i lletres a la Universitat Autònoma de Barcelona i l'any 1994 es va doctorar en Ciències Polítiques i Sociologia en la Universitat Complutense de Madrid. Per a l'elaboració de la seua tesi doctoral El grupo étnico en el medio urbano. Gitanos en la ciudad va viure 400 dies amb comunitats gitanes a Àvila, on el terra era el sostre del cementeri i s'arribava a temperatures de 20º sota zero. Per aquesta recerca va rebre el Premi Marqués de Lozoya.
Ha publicat articles i diversos capítols de llibres, ha dictat conferències, i ha presentat ponències en diferents congressos. És membre de diverses associacions gitanes, i intenta explicar com és la realitat de la societat gitana. Entre els projectes d'investigació que ha dirigit hi ha Opre Roma, un estudi a nivell europeu sobre la infància gitana.
L'any 2010 rebia la Distinció de la Generalitat Valenciana.

## Obra
- 2015 La Fada de la Pau, amb M. Jesús Sales Sebastiá. ISBN 9788494067594. Castelló. Ed. Boreal Libros.[5]
- 2013 El cambiante mundo de las organizaciones. Teoría, metodología e investigación, amb Amparo Fabra Galofre. Castelló. Ed. Universitat Jaume I. ISBN 978-848021-924-2.[5]
- 2009 Culturas y atención sanitaria. Guía para la comunicación y la mediación intercultural, amb Francisco José Raga Gimeno, Mary Farrell-Kane, Dídac Llorens Cubedo, Roberto Ortí Teruel, Enric Sánchez López, Adoración Sales Salvador, José Luís Fresquet Febrer, ISBN 9788499210124. Barcelona. Ed. Editorial Octaedro.[5]
- 1998 Ostelinda, jo vinc de tot arreu. ISBN 8424694511. Barcelona. Ed. La Galera S.A.[5]